# تشارلز هاند
تشارلز هاند هو سياسي أسترالي، ولد في 21 نوفمبر 1900، وتوفي في 3 أكتوبر 1966. نشط حزبياً في حزب العمال الأسترالي. وقد انتخب عضو مجلس نواب تسمانيا ‏.